# Конденсатопереробні заводи у Рашидпурі
Конденсатопереробні заводи у Рашидпурі (Rashidpur Condensate Fractionation Plant, RCFP) – належний компанії Sylhet Gas Fields Limited комплекс, який здійснює переробку конденсату з родовища Бібіяна.
Наприкінці 2000-х років на північному сході Бангладеш почалась розробка газоконденсатного родовища Бібіяна, яке стало найбільшим продуцентом конденсату в країні. По трубопроводу Бібіяна – Рашидпур організували подачу конденсату на спеціально створений для його переробки комплекс, який включає два розташовані на віддалі 5 км один від одного майданчики:
- на східному майданчику в 2009-му стала до ладу перша черга потужністю з переробки 2500 барелів конденсату на добу, яка здатна випускати 1300 барелів бензину, 850 барелів дизельного пального та 350 барелів керосину. Крім того, з весни 2010-го організували випуск високооктанового бензину за рахунок змішування продукованого заводом звичайного бензину зі спеціальними високооктановими присадками. В 2012-му стала до ладу друга черга з показником переробки 1250 барелів конденсату на добу;
- західний майданчик, який розпочав роботу у вересні 2018-го, може переробляти 4000 барелів конденсату на добу та випускати все ті ж бензин, дизельне пальне та керосин. 
Крім того, на західному майданчику ведеться спорудження установки каталітичного реформінгу, яка перетворюватиме звичайний бензин на високооктановий. Оскільки при цьому протікатимуть супутні реакції гідрогенолізу, з установки також отримуватимуть зріджений нафтовий газ (пропан-бутанову фракцію). На добу це виробництво потребуватиме до 3000 барелів бензину. Первісно розраховували запустити блок каталітичного реформінгу в 2017-му, проте станом на літо 2019-го фактична готовність установки оцінювалась у 65%.